# Чудійович Ігор Іванович
Чудійович Ігор Іванович ( нар. 25 листопада 1958, Сколе) — колишній міський голова Червонограда.

## Біографія
Народився 25 листопада 1958 року в місті Сколе Львівської області.
Трудову діяльність розпочав у 1981 році економістом  шахтобудівельного управління в/о «Укрзахідвугілля» в місті Червоноград.
З 1982 по 1984 роки — служба в Збройних Силах СРСР.
З 1984 по 1999 роки пройшов шлях від інженера до керівника  шахтобудівельного управління  в/о «Укрзахідвугілля».
У 1999 — 2002 роках — перший заступник міського голови з питань діяльності виконавчих органів Червоноградської міської ради.
У 2002 — 2015 роках — міський голова Червонограда. Балотувався на пост міського голови від Червоноградської організації партії «Наша Україна».

## Освіта
У 1981 році закінчив інженерно-економічний факультет Львівського політехнічного інституту за спеціальністю «Економіка і організація машинобудівної промисловості» — інженер-економіст.
У 1988 році закінчив Червоноградський гірничий технікум за спеціальністю  «Підземна розробка вугільних родовищ».

## Нагороди
- Знак «Шахтарська слава»  II ст. (2001)
- Знак «Шахтарська слава» III ст. (1995)
- Відмінник освіти України (2004)